# Новоукраинское сельское поселение (Краснодарский край)
Новоукраинское сельское поселение — муниципальное образование в Гулькевичском районе Краснодарского края России.
В рамках административно-территориального устройства Краснодарского края ему соответствует Новоукраинский сельский округ.
Административный центр — село Новоукраинское.

## Население
| 2010  | 2012  | 2013  | 2014  | 2015  | 2016  | 2017  |
| ----- | ----- | ----- | ----- | ----- | ----- | ----- |
| 6132  | ↘6091 | ↘6012 | ↗6039 | ↘6026 | ↘6001 | ↗6030 |
| 2018  | 2019  | 2020  | 2021  | 2023  |       |       |
| ↗6032 | ↗6067 | ↗6069 | ↗6074 | ↘6071 |       |       |

## Населённые пункты
В состав сельского поселения (сельского округа) входят 2 населённых пункта:
| № | Населённый пункт | Тип населённого пункта | Население (чел.) |
| - | ---------------- | ---------------------- | ---------------- |
| 1 | Новоукраинское   | село                   | ↗5798            |
| 2 | Самойлов         | хутор                  | ↘276             |

### Упразднённые населённые пункты
Вишневский — упразднённый в 2002 году хутор.